# Sirococcus clavigignenti-juglandacearum
Az Ophiognomonia clavigignenti-juglandacearum vagy Sirococcus clavigignenti-juglandacearum a konídiumos gombák közé tartozó gombafaj, mely a vajdió (Juglans cinerea) fák állományainak halálos üszkösödését okozza. Köznapi nevén vajdió-üszkösödés, mely a dió nemzetség (Juglans) parazitája, amely időnként, rendkívül ritkán más fafajokat is megfertőz, beleértve a hikoridiót is. A gombafaj Észak-Amerika-szerte megtalálható és a dióállomány több mint 91%-ának életképességét veszélyezteti.

## Rendszerezése
A Sirococcus clavigignenti-juglandacearum szülőnemzetsége, a Sirococcus a tömlősgombák Diaporthales rendjén belül bizonytalan helyzetű (incertae sedis családba tartozik. 2003-ban a riboszomális DNS-ből mintegy 1200 bázispár mitokondriális genetikai vizsgálata alapján a Gnomoniaceae családba sorolták. A vizsgálat azt is kimutatta, hogy a vajdió-üszkösödés gombája nem is tartozik a Sirococcus nemzetségbe, 2011-ben pedig további molekuláris genetikai elemzés után az Ophiognomonia nemzetségbe sorolták át (így Ophiognomonia clavigignenti-juglandacearum néven).

## Elterjedése
A vajdió az S. clavigignenti-juglandacearum gomba elsődleges hordozója, Észak-Amerika középső területein Új-Brunswicktól Észak-Karolina vidékéig vegyes keményfaerdőkben fordul elő.
A vajdió-üszkösödést inváziós fajként azonosították 1967-ben. Először Wisconsin államban bukkant fel, majd rövidesen más államokba, sőt Kanadába is eljutott. Eredeti élőhelye ismeretlen, de nagy valószínűséggel Ázsiából származik, mivel az ottani fafajták már túlnyomórészt ellenállóak fertőzésével szemben. Az Egyesült Államok Erdészeti Szolgálata a Michigan államban lévő állományok 84%-át, a Wisconsin államban található vajdió ültetvények 58%-át találta érintettnek. Egy későbbi felmérés alapján a Wisconsin Department of Natural Resources (Wisconsin Természeti Erőforrások Hivatala) a dióállomány 91%-át találta fertőzöttnek vagy elüszkösödöttnek. Virginia és Észak-Karolina államokban a korábban 7,5 millió egyedet számláló vajdió állomány a fertőzés hatására mindössze 2,5 milliósra apadt.

## Tünetei
Nagy kiterjedésű elhalt, üszkösödő területek jelentkeznek a fertőzött növény szárán, ágain és a fiatal hajtásokon, valamint lenn a földben a növény gyökérzetén. Az üszkösödés több esetben a kéreg megrepedésével jár. A gomba sötét színű, elágazó gyökérszőnyege a kéreg alatt terjed, ahonnan szögszerű „hyphia” (gombatest) növekedik ki, amely megemeli a kérget és elválasztja azt az alatta levő szövetektől. A fertőzés előrehaladott állapotában a kéreg felaprózódása figyelhető meg.

## Életciklusa

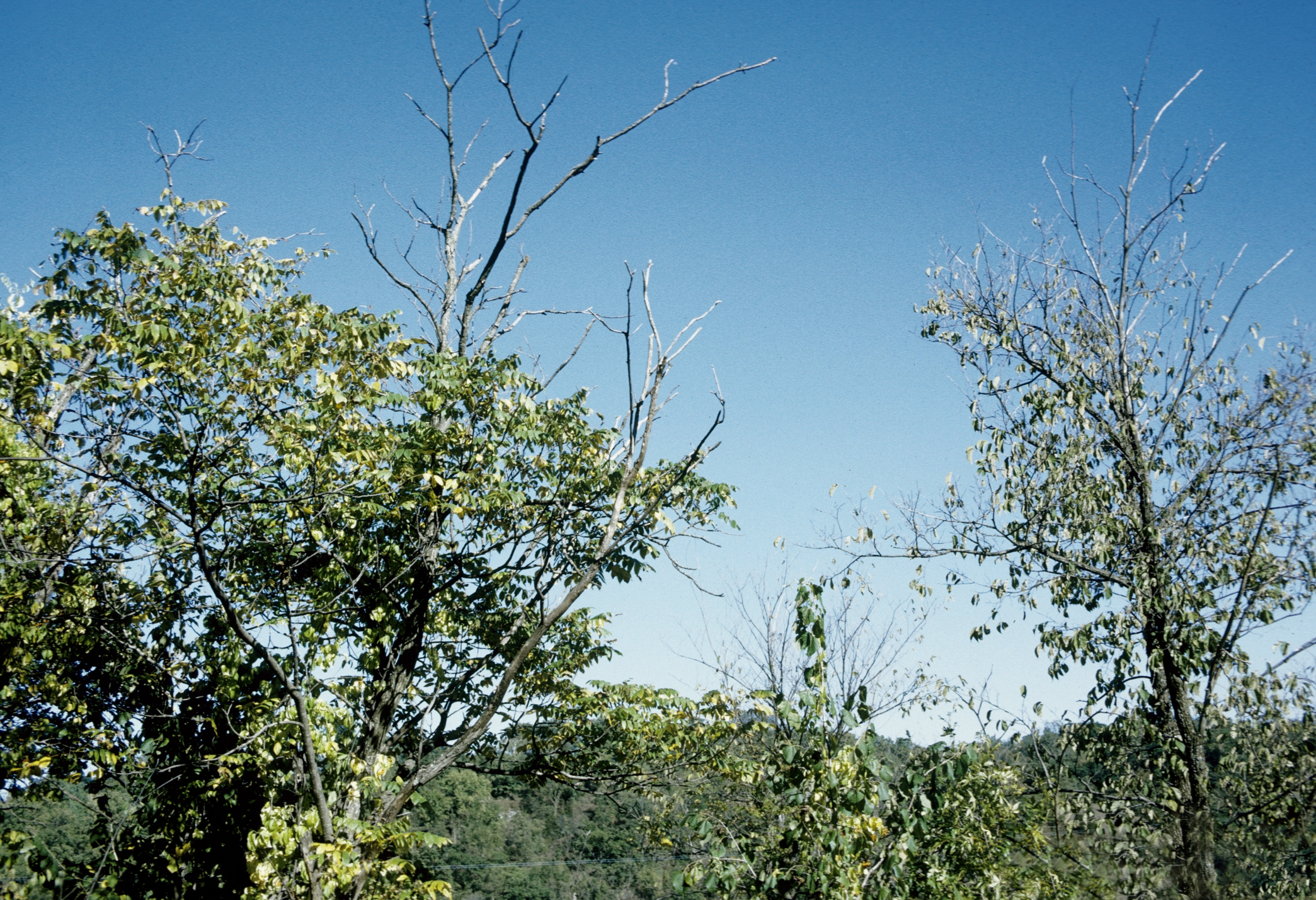
A vajdió-üszkösödés miatt elhalt fák

A S. clavigignenti-juglandacearum nem ivaros módon szaporodik. E gombafaj ivaros szaporodását eddig még nem sikerült megfigyelni. Spórái, a pycindospórák főleg esős, nyirkos időben szabadulnak fel. Amikor a spórák kapcsolatba kerülnek egy fán lévő kéregrepedéssel beindul az előcsírázás és mélyen behatolnak a fa lágyabb szöveteibe, amivel elindítják az üszkösödés folyamatát. A fertőzésnek abban a stádiumában, amikor kialakul a gombatest (hyphia), akkor az átfúrja magát a növényi szöveteken szövetközi módon, valamint átfúrja a xilémet is, vagyis a farészt. Később a gomba gyökérszőnyeget növeszt.
A gyökérszőnyeg spórákat termel. A pycindiákban elágazó vagy egyenesszárú conidiophorák vannak kétsejtes pyciniospórákkal, melyek később kilökődnek a pycindial ostioléból. A gyökérszőnyegből kinövő gombatestek nyomást fejtenek ki a fölöttük lévő szövetekre és a kéregre, amely a spóráknak így felszabadítja az utat a külvilág felé. Ezek a kis gombatestek maguk is termelnek spórákat, ám ezek a spórák jóval kisebbek, mint a gyökérszövetek által termelt spórák, de életciklusukat tekintve ugyanazon hatásokkal járnak.

## Ellenálló fajok, fajták
A diófélék több faja kisebb-nagyobb mértékben már ellenállóvá vált a fertőzéssel szemben. Ilyen ellenálló fajták a szívdió vagy japán dió (J. ailantifolia), a fekete dió (J. nigra) és a közönséges dió (J. regia). Annak ellenére, hogy a fertőzés pont a kérgen keresztül következik be, mégis azok a fajták ellenállóbbak, amelyek viszonylag vékonyabb kéreggel rendelkeznek. Ezenkívül minden egyes fajta, amelyet megfertőz ez a gombafaj megpróbálja elszigetelni a fertőzött részeket mézgásodással, illetve fenolok kiválasztásával, hogy körbevegye, illetve elpusztítsa a kórokozót.

## Védekezés
A diófajták nemesítésével lehet leghatékonyabban védekezni e pusztító gombafaj fertőzései ellen. Míg a közhiedelem szerint elég a fertőzött fák illetve a fertőzött részek eltávolítása a későbbi fertőzések kialakulásának elkerüléséhez, egyre szélesebb körben terjed az a nézet, hogy ez a védekezés már a múlté. A betegség már gyakorlatilag a teljes állományban kimutatható. Annak ellenére, hogy sokan úgy gondolják, hogy a teljesen elhalt fákkal együtt a részben elhalt fákat is el kell távolítani, ők mégis tévednek, hiszen a részben ellenálló fák még képesek szaporodni és így a fertőzésekkel szemben ellenállóbb utódok jöhetnek létre.
A legutóbbi kutatások kimutatták, hogy a gomba utat találhat magának a magvakon keresztül is, ezért a magokat karantén alá veszik, hogy megelőzzék azokon az ültetvényeken a fertőzés felbukkanását, ahol még eddig nem sikerült megtelepednie e kórokozónak.

## Fordítás
- Ez a szócikk részben vagy egészben  a   Sirococcus clavigignenti-juglandacearum című angol Wikipédia-szócikk ezen változatának fordításán alapul.  Az eredeti cikk szerkesztőit annak laptörténete sorolja fel. Ez a jelzés csupán a megfogalmazás eredetét és a szerzői jogokat jelzi, nem szolgál a cikkben szereplő információk forrásmegjelöléseként.